# Lucas Bergvall
Lucas Erik Holger Bergvall (* 2. Februar 2006 in Stockholm) ist ein schwedischer Fußballspieler, der als Mittelfeldspieler bei Tottenham Hotspur in der Premier League und der schwedischen Nationalmannschaft spielt.

## Karriere

### Verein
Bergvall begann seine Ausbildung und durchlief an der Akademie von IF Brommapojkarna. Er gab sein Debüt bei Superettan für Brommapojkarna am 9. Juli 2022 bei einem 1:1-Unentschieden gegen Örgryte. Am 4. Oktober 2022 erzielte Bergvall gegen Öster sein erstes Profitor.
Bergvall trat am 9. Dezember 2022 Djurgården bei und gab am 24. Mai 2023 im Spiel gegen den schwedischen Meister BK Häcken sein Debüt als Stammspieler für das Team in der Allsvenskan. Nach seinem starken Beitrag zum 1:0-Sieg von Djurgården bezeichnete die schwedische Zeitung Aftonbladet Bergvall als Spieler des Spiels und prognostizierte, dass er „Djurgårdens bester Transfer aller Zeiten“ werden würde. Am 11. Oktober 2023 wurde er von der englischen Zeitung The Guardian zu einem der besten Spieler des Jahrgangs 2006 weltweit gekürt. Bergvall bestritt insgesamt 37 Ligaspiele, erzielte dabei fünf Tore und gab zwei Vorlagen.
Zur Saison 2024/25 unterzeichnete Bergvall einen Fünfjahresvertrag mit Tottenham Hotspur für eine Ablösesumme von 10 Millionen Euro.

### Nationalmannschaft
Bergvall hat Schwedens U17-, U19- und U21-Jugendnationalmannschaften vertreten. Sein Debüt in der A-Nationalmannschaft gab er am 12. Januar 2024 als Einwechselspieler in der zweiten Halbzeit bei einem 2:1-Freundschaftsspielsieg gegen Estland.

## Erfolge
- Europa-League-Sieger: 2025

## Privates
Bergvall ist in einer fußballbegeisterten Familie in Stockholm, Schweden, geboren und aufgewachsen. Sein älterer Bruder Theo ist ebenfalls Profifußballspieler und sein jüngerer Bruder Rasmus ist Jugendfußballspieler.